# Max Linsmayer
Max Linsmayer (* 1. Januar 1907 in Hammelburg, Unterfranken; † 14. Mai 1940 in Frankreich) war ein deutscher SA-Führer, zuletzt im Rang eines SA-Gruppenführers.

## Leben und Wirken
Linsmayer trat zum 12. Februar 1926 in die NSDAP ein (Mitgliedsnummer 30.349). Sein Eintritt in die Sturmabteilung (SA), den Straßenkampfverband der Partei, erfolgte zum 18. Januar 1930. In dieser wurde er im Dezember 1930 zum SA-Standartenführer befördert und mit der Führung der SA-Standarte D (Danzig) betraut. Vom 15. September 1932 bis 15. September 1933 fungierte Linsmayer dann als Führer der SA-Untergruppe Danzig bzw. vom 15. September 1933 bis 1. Januar 1935 als Führer der SA-Brigade 6, in die die Untergruppe im September 1933 umgewandelt worden war.
Ab 1935 wurde Linsmayer als Kammervorsitzender des Obersten SA-Gerichts für mehrere Jahre in die Oberste SA-Führung nach München versetzt. Außerdem hatte er Funktionen in der Österreichischen Legion inne. Bereits 1936 findet man ihn auf einer Wahlvorschlagsliste für den Reichstag. Anfang 1937 erfolgte die Versetzung zu SA-Gruppe (Division) Nordsee.
Am 10. April 1938 wurde Linsmayer zum Führer der SA-Brigade in Oldenburg ernannt. Im selben Monat bewarb er sich anlässlich der Reichstagswahl vom 10. April 1938 erneut erfolglos um ein Mandat im nationalsozialistischen Reichstag auf der „Liste des Führers“. Den Rang eines SA-Brigadeführers erhielt er im September 1938. Im November 1938 übernahm Linsmayer schließlich die Stellung des Führers der SA-Gruppe Niedersachsen unter gleichzeitiger Beförderung zum SA-Gruppenführer.
Linsmayer starb am 14. Mai 1940 als Teilnehmer des Zweiten Weltkriegs als Leutnant und Zugführer in einem Panzerjägerregiment bei Kampfhandlungen in Frankreich.
Die Quellenlage zu Linsmayers Person und Tätigkeit ist Bruce Campbell zufolge sehr dünn, da die SA-Personalakten von höheren SA-Führern, die in der Anfangsphase des Zweiten Weltkriegs getötet wurden, aus unbekannten Gründen nicht erhalten sind.

## Zeitgenössische Literatur
- Der S.A.-Führer, Ausgaben 1–12, Jg. 1941, München 1941, S. 10. (Todesmeldung)
- Die SA. Zeitschrift der Sturmabteilungen der NSDAP. Folge 28, Jahrgang 1, Frz. Eher Nachf. GmbH, München, 2. August 1940, S. 14.